# Oppenhuizen
Oppenhuizen (Fries: Toppenhuzen) is een dorp in de gemeente Súdwest-Fryslân, in de Nederlandse provincie Friesland. Oppenhuizen  ligt net ten zuidoosten van Sneek aan de A7 en het water Ges, dat tussen de Houkesloot en het Prinses Margrietkanaal loopt.
Oppenhuizen vormt samen met Uitwellingerga een tweelingdorp. De twee dorpen worden sam Top en Twel genoemd. 
In 2023 telde Oppenhuizen 1.055 inwoners.

## Geschiedenis
Het dorp is rond het jaar 1000 ontstaan aan het Ges. Het was lang een dorp met een open karakter, waarvan de economie vooral gericht was op de landbouw. Het Ges was belangrijk voor de boeren om over het water hun hooilanden te kunnen bereiken. Het dorp was vooral over het water bereikbaar.
Na de aanleg van een weg in 1866-68 parallel aan de vaart, kwam er meer bebouwing langs deze weg. De meeste groei van het dorp volgde in de eeuw erna, na de Tweede Wereldoorlog. Oppenhuizen groeide vast aan Uitwellingerga.
In de 13e eeuw werd de plaats vermeld als Upma(n)husum, in 1328 als Opmanhusen, in 1492 als Opmanahuysen, in 1505 als Oppenhuysim en circa 1520 als Thoppen hwsen en Toppenhuysen. De plaatsnaam lijkt te wijzen op een stroomopwaarts (hoger) gelegen nederzetting.
Tot 2011 behoorde Oppenhuizen tot de voormalige gemeente Wymbritseradeel.

## Kerk

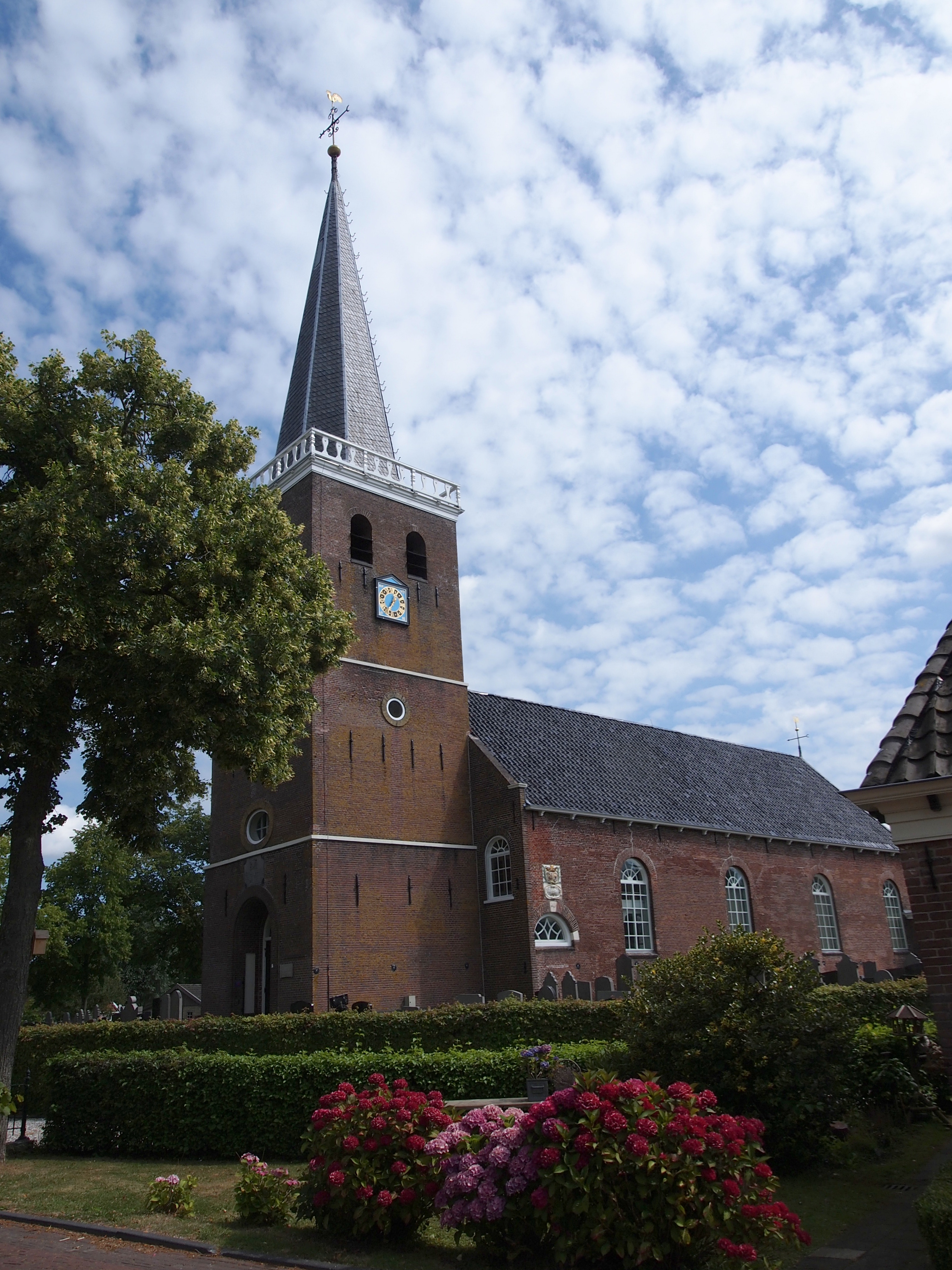
De Johanneskerk

De huidige kerk van het dorp is de Johanneskerk, die dateert uit 1695. De zaalkerk met driezijdige koorsluiting was de vervanger van een middeleeuwse kerk die gewijd was aan Johannes de Doper. De oorspronkelijke toren bleef aanvankelijk bestaan. 
De eerste steen van de zaalkerk werd door de zoon van de grietman van Wymbritseradeel gelegd. In 1817 werd de middeleeuwse toren dan toch vervangen, door een toren met een ingesnoerde spits.

## Molens

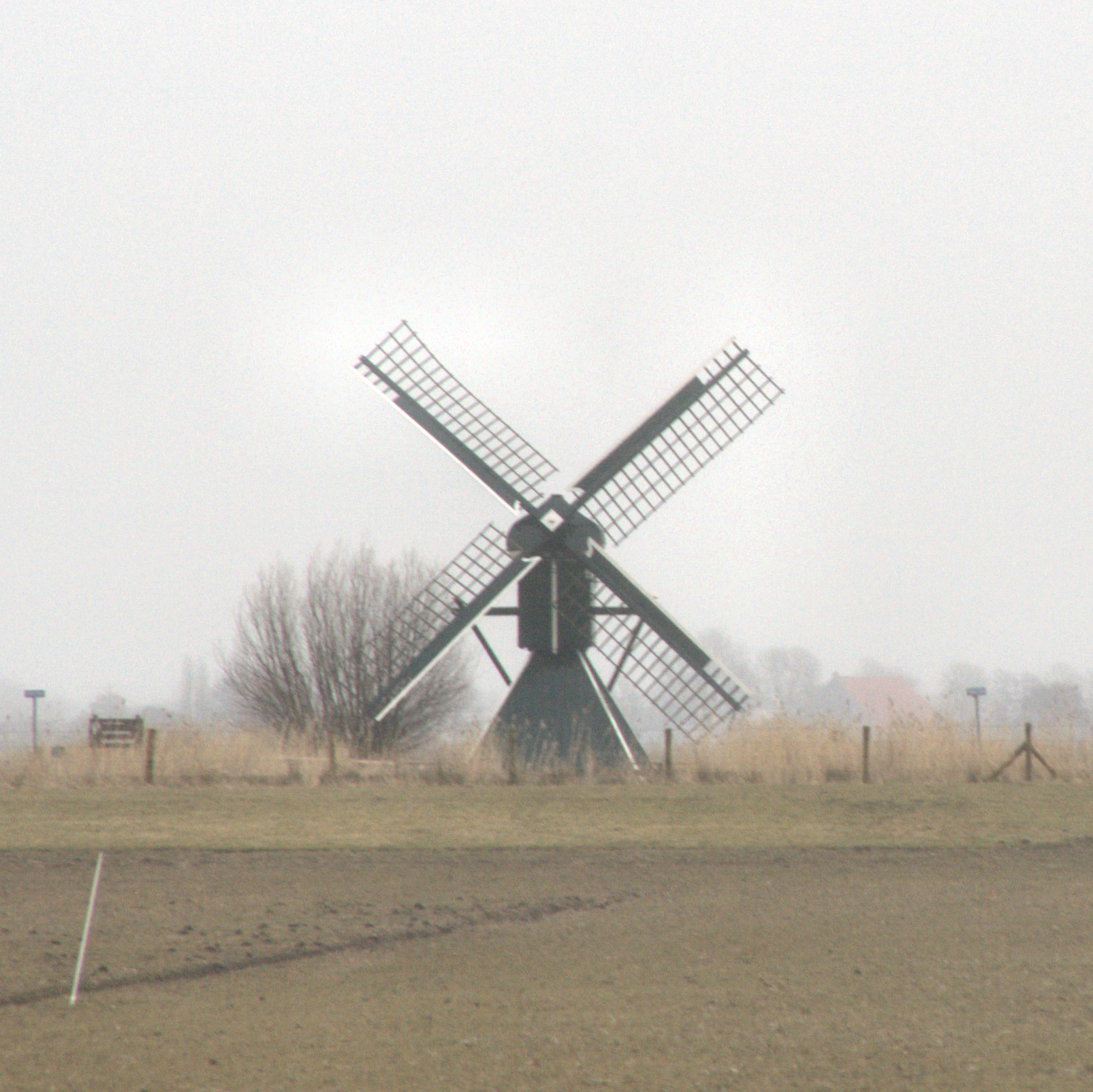
Geeuwpoldermolen

Ten oosten van Oppenhuizen staat de uit de negentiende eeuw daterende Geeuwpoldermolen, die het natuurgebied de Geeuwpolder bemaalt. De molen doet dit samen met twee Amerikaanse windmotoren, de windmotoren Uitwellingerga 1 en 2.

## Sport
Het tweelingdorp heeft het diverse gezamenlijke sportverenigingen, zoals een zeilvereniging, een voetbalvereniging VV TOP '63, de volleybalvereniging Top & Twel, de gymnastiek Vereniging Vlugheid en Kracht en de badmintonclub Top en Twel. Het tweelingdorp heeft meerdere havens, waaronder verschillende jachthavens.
Oppenhuizen heeft verder een tennisvereniging, TC Oppenhuizen.

## Cultuur
Er zijn diverse zangkoren, het Christelijk gemengd koor Cantabilé, shantykoor Top en Twel Sjongers, het smartlappenkoor Kommer en Kwel út Top en Twel en het Vocaal Ensemble Capella Novum.
Verder zijn er de muziekkorpsen E&E Brass en Hymne, en de toneelvereniging Fordivedaesje. In Oppenhuizen staat het dorpshuis van het tweelingdorp het Multifunctioneel Centrum It Harspit.

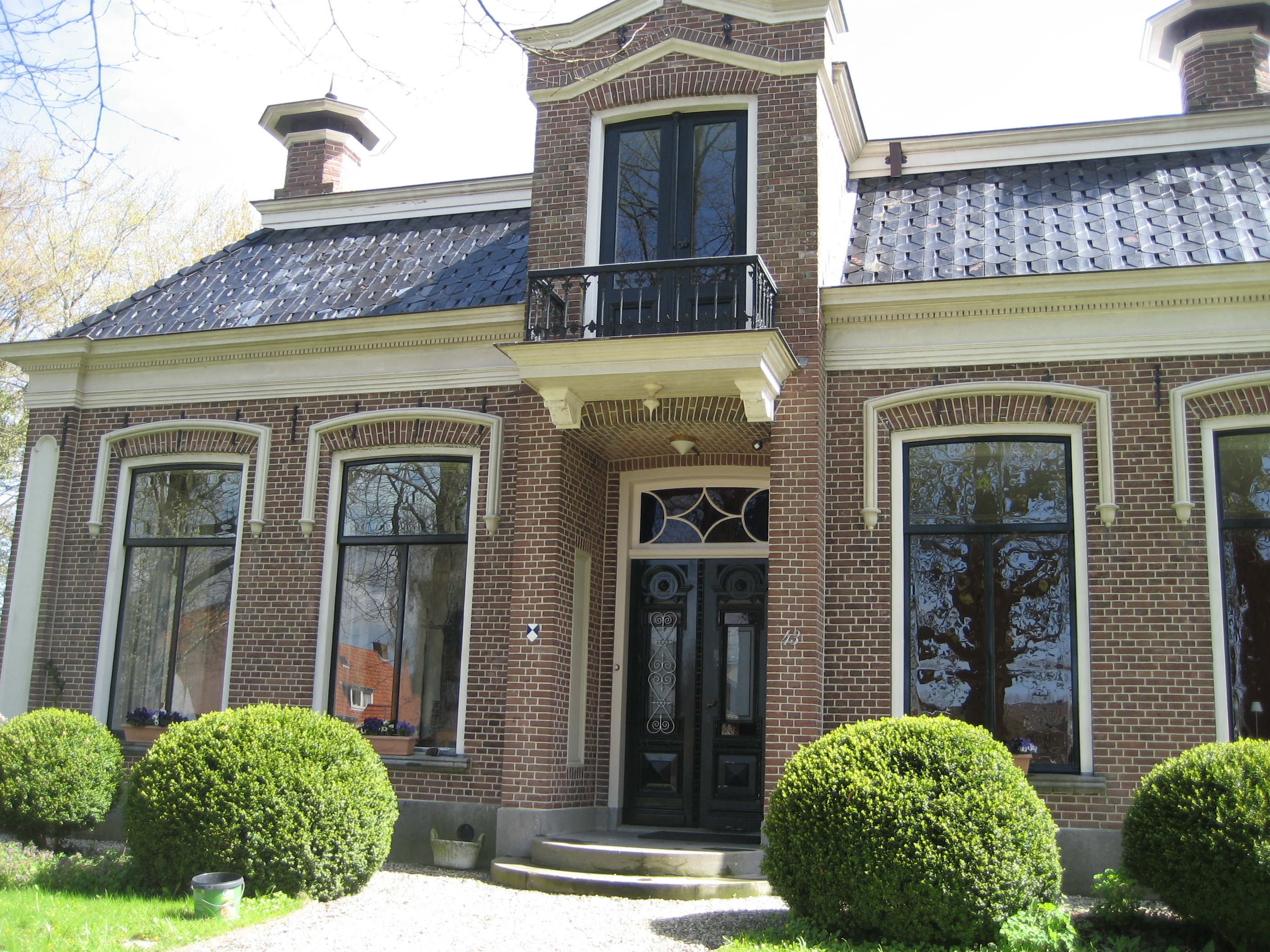
Voormalige pastorie Hervormde Kerk
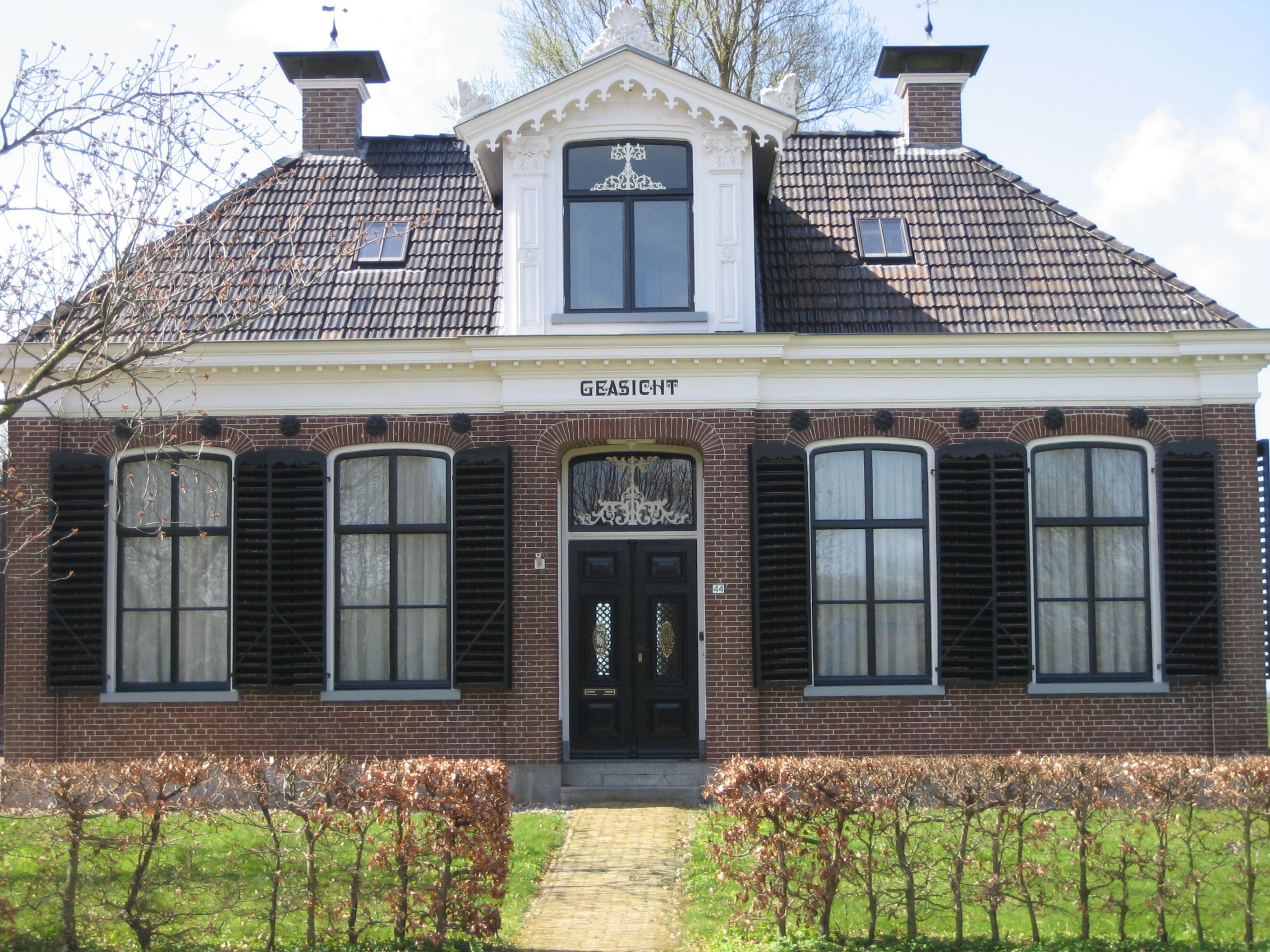
Geasicht
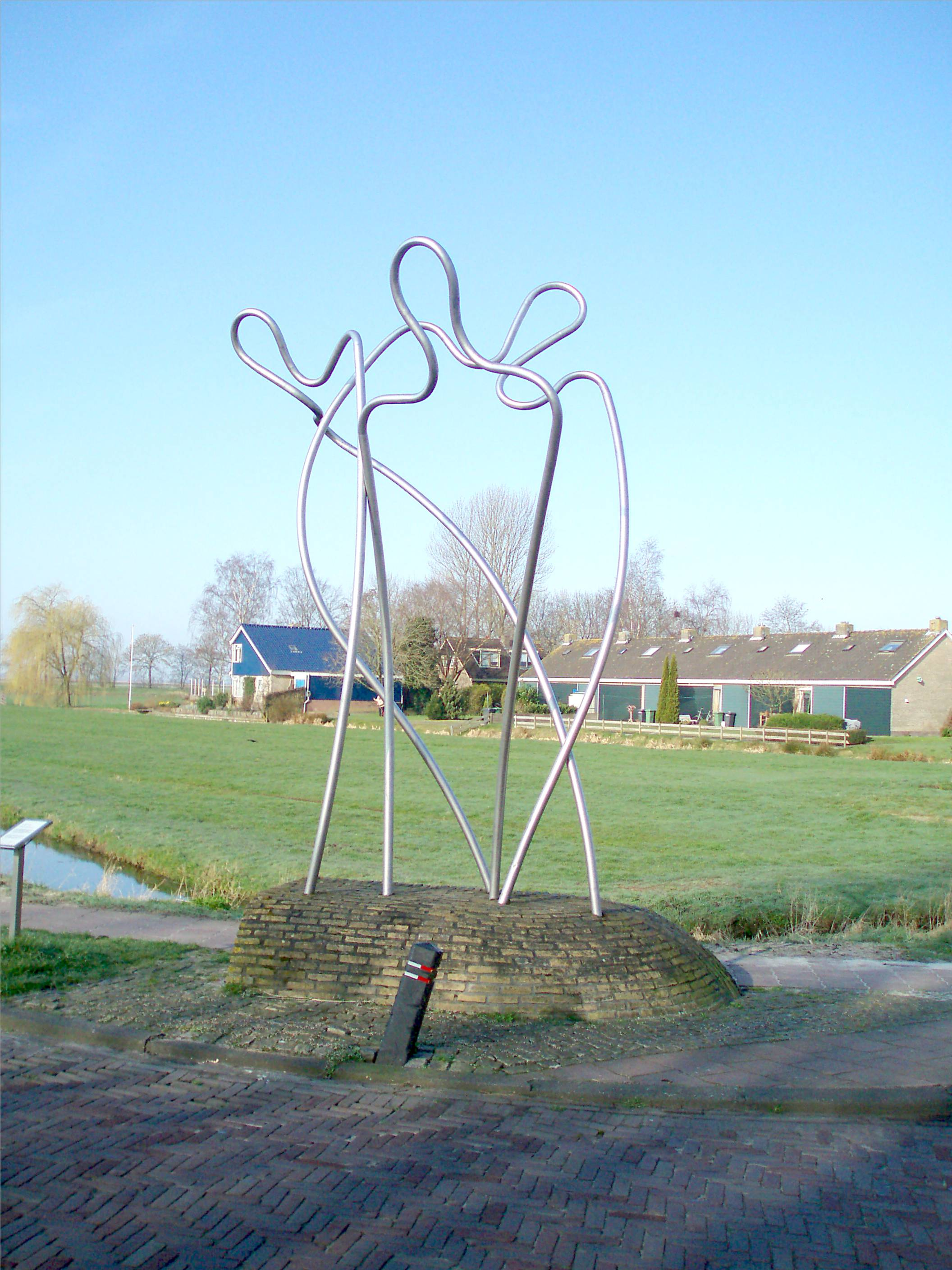
Beeld De Drie Reuzen van Hennie de Boer uit 1996

## Onderwijs
De basisschool in Oppenhuizen heet It Harspit.

## Geboren in Oppenhuizen
- Gerben Stallinga (1900-1950), politicus
- Hielke Nauta (1932-2020), politicus
- Josephine Groenveld (1982), wielrenster